# 杉田健一
杉田 健一（すぎた けんいち、1964年7月30日 - ）は、日本のキックボクサー。身長173cm、静岡県出身。戦績は34戦17勝(11KO)12敗5分。第7代全日本ライト級チャンピオン（当時勇心館所属）。現在はアカデミア・アーザ水道橋のトレーナー。